# Ехсарау
Ехсарау (ісл. Öxará) — річка з кам'янистим дном в Ісландії, яка протікає через Ехсараурдаль і Тінгветлір та впадає в Тінґватляватн. Зазвичай річка не дуже повноводна, проте може сильно розширитися під час повені.
Кажуть, що річка отримала свою назву через те, що коли Кетільбйорн, старий поселенець у Мосфеллі, вирушив зі своїми людьми в оглядову подорож, вони побудували хатину в Скалабрекці. Неподалік звідти вони підійшли до річки, вкритої льодом, але розрубали лід, упустили в річку сокиру і назвали її Ехсарау.
Витікає з озера Мюркаватн та має довжину 17 км. На річці розташований водоспад Ехсараурфосс.

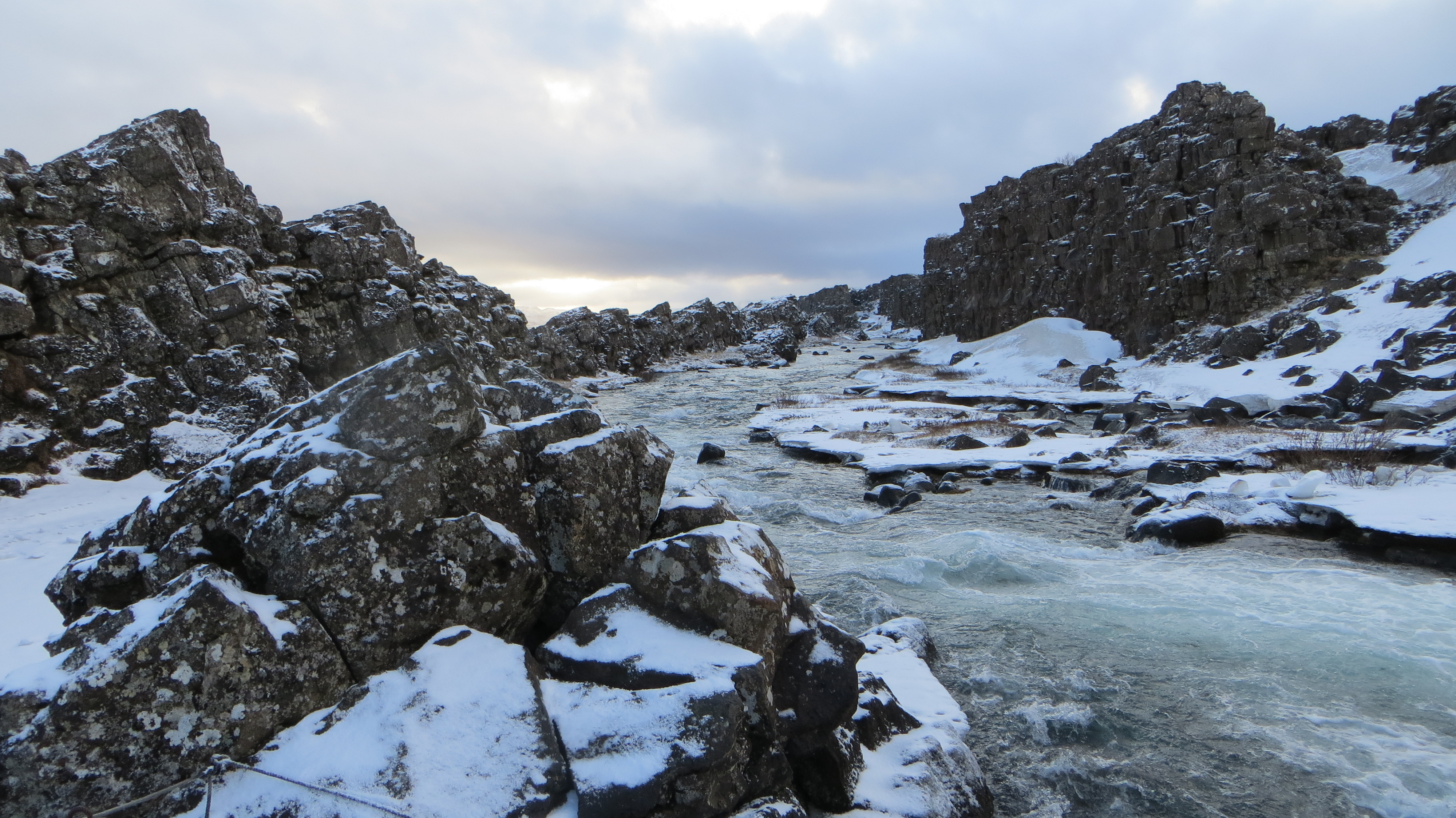
Річка в районі водоспаду Ехсараурфосс, лютий 2020 року